# Christian Boussus
Christian Boussus (ur. 5 marca 1908 w Hyères, zm. 12 sierpnia 2003 w Neuilly-sur-Seine) – francuski tenisista.

## Kariera tenisowa
Startując w mistrzostwach Francji (obecnie French Open) Boussus w 1931 roku osiągnął finał w grze pojedynczej. Rok później awansował, wspólnie z Marcelem Bernardem, do finału gry podwójnej. W 1938 roku doszedł do finału w konkurencji gry mieszanej, w parze z Nancye Wynne Bolton.
W 1935 roku Boussus zwyciężył w zawodach mikstowych w Australian Championships (obecnie Australian Open), a dokonał tego razem z Louie Bickerton.
W latach 1934–1939 reprezentował Francję w Pucharze Davisa. Rozegrał w zawodach łącznie 19 meczów, z których w 10 wygrał.

### Finały w turniejach wielkoszlemowych

#### Gra pojedyncza (0–1)
| Końcowy wynik | Nr | Data | Turniej                     | Nawierzchnia | Przeciwnik   | Wynik finału       |
| ------------- | -- | ---- | --------------------------- | ------------ | ------------ | ------------------ |
| Finalista     | 1. | 1931 | French Championships, Paryż | Ceglana      | Jean Borotra | 6:2, 4:6, 5:7, 4:6 |

#### Gra podwójna (0–1)
| Końcowy wynik | Nr | Data | Turniej                     | Nawierzchnia | Partner        | Przeciwnicy                  | Wynik finału       |
| ------------- | -- | ---- | --------------------------- | ------------ | -------------- | ---------------------------- | ------------------ |
| Finalista     | 1. | 1932 | French Championships, Paryż | Ceglana      | Marcel Bernard | Jacques Brugnon Henri Cochet | 4:6, 6:3, 5:7, 3:6 |

#### Gra mieszana (1–1)
| Końcowy wynik | Nr | Data | Turniej                             | Nawierzchnia | Partnerka           | Przeciwnicy                   | Wynik finału  |
| ------------- | -- | ---- | ----------------------------------- | ------------ | ------------------- | ----------------------------- | ------------- |
| Zwycięzca     | 1. | 1935 | Australian Championships, Melbourne | Trawiasta    | Louie Bickerton     | Birdie Bond Vernon Kirby      | 1:6, 6:3, 6:3 |
| Finalista     | 1. | 1938 | French Championships, Paryż         | Ceglana      | Nancye Wynne Bolton | Simone Mathieu Dragutin Mitić | 6:2, 3:6, 4:6 |